# Josip Dumendžić Meštar
Josip Dumendžić - Meštar (Bođani, 1951.) je bački hrvatski književnik. Piše pjesme. Tajnik je HKUPD "Dukat" Vajska-Bođani. Najpoznatiji je hrvatski pjesnik iz njegovog kraja

## Životopis
Rodio se u bačkom mjestu Bođanima 1951. godine. 
Srednju školu je pohađao u Subotici. Išao je u klasičnu gimnaziju Paulinum.
Radio je u Sloveniji (u Ljubljani) i Hrvatskoj (Borovo) sve do 1991., a od onda živi i radi u rodnim Bođanima.
Još od svoje 15. godine, od 1966. piše pjesme. Radove je objavio u listu "Borovo", u kojem je radio kao honorarni dopisnik, zatim u subotičkoj Hrvatskoj riječi, somborskom Miroljubu, Subotičkoj Danici i Zvoniku.
I kao pjesnik (piše i na šokačkoj ikavici) i kao voditelj HKUPD Dukat radi na to da se očuva šokačku ikavicu, kulturu, običaje i tradiciju šokačkih Hrvata.
Kao pjesnik koristi pseudonim Meštar. 
Višestruki je sudionik susreta pučkih pjesnika Lira naiva, a sudionikom je i Dana Balinta Vujkova.
Neke pjesme mu se nalaze u zbirci s III. pjesničkog skupa u Rešetarima (pjesništvo Književne sekcije KUD-a "Rešetari" i hrvatskih pjesnika u iseljeništvu) Nad vremenom i ognjištem (objavljenoj 2005.) s pjesničkog skupa u Rešetarima održanog 23. listopada 2004., u izboru Stjepana Blažetina, Ivana Slišurića, Đure Vidmarovića i urednika Ivana De Ville. U toj su zbirci osim njega nalaze i ovi hrvatski pjesnici iz Bačke: Pavka Domić, Zlatko Gorjanac, Antun Kovač, Cecilija Miler, Milivoj Prćić i Robert G. Tilly.

## Djela
- Četvrta smjena, zbirka pjesama, 1980.
- Krijesnice, zbirka pjesama, 1982.
- Šokačke radosti i tuge, zbirka pjesama, 2001.

Neke njegove pjesme su mu ušle u antologiju Nad vremenom i ognjištem, u izboru Stjepana Blažetina, Ivana Slišurića i Đure Vidmarovića i urednika Ivana De Ville te 2009. u antologiju poezije nacionalnih manjina u Srbiji Trajnik (prireditelja Riste Vasilevskog).

## Nagrade
2005. je bio kandidatom za nagradu Silvije Strahimir Kranjčević, koju se dodjeljiva literarno stvaralaštvo iseljenika i njihovih potomaka.
Na hrvatskoj manifestaciji u Sonti, 8. Šokačkoj večeri, na natječaju za najlipšu neobjavljenu pismu na šokačkoj ikavici dobio je nagradu za pjesmu „Dok sam kadar".
Godine 2019. dobio je nagradu Ivan Antunović.